# Titularbistum Zaliche
Zaliche ist ein Titularbistum der römisch-katholischen Kirche. Es geht zurück auf ein früheres Bistum der antiken Stadt Zaliche in der kleinasiatischen Landschaft Pontos (spätantike Provinz  Diospontus oder Helenopontus) an der Schwarzmeerküste der heutigen Türkei, das der Kirchenprovinz Amasea angehörte.
| Titularbischöfe von Zaliche |                           |                                             |               |                   |
| Nr.                         | Name                      | Amt                                         | von           | bis               |
| 1                           | Franz Xaver Eberle        | Weihbischof in Augsburg (Deutschland)       | 2. Juni 1934  | 18. November 1951 |
| 2                           | Gustavo Posada Peláez MXY | Apostolischer Vikar von Istmina (Kolumbien) | 24. März 1953 | 30. April 1990    |